# Sport Auto magazin
A Sport Auto magazin Magyarország egyik legrégebbi autós magazinja, amely minden második hónapban olvasói elé tárja az autós világ híreit, újdonságait, érdekességeit. Célja az átfogó, szórakoztató tájékoztatás, főképpen – de nem kizárólag – az úgynevezett prémium kategória modelljeiről, és nem csak sportautókról. A magazin a hírérték szigorú szabályainak megfelelően minden, a hazai közönséget érdeklő, továbbá a figyelmét felkeltő autós témával foglalkozik, viszont a standard autós lapokhoz képest jelentősen eltérő súlyozásban.

## Szerkesztőség címe
1113 Budapest, Edömér u. 4.

## Története

### A kezdetek
A magazin 1992 októberében indult. Csak névazonosság van a német Sport Auto-val, illetve hasonló külföldi lapokkal, a (magyarországi) Sport Auto magazin önálló, független szerkesztőség által készített magas színvonalú kiadvány.

### Folyamatos megújulás
2007 októberében, a tizenötödik évfordulóra alaposan megújult a lap. Az új, szebb struktúra lehetővé teszi, hogy tagoltabban még több exkluzív információ juthasson el az olvasókhoz. 2009-ben megújult a sportrovat, legfőképpen a Forma-1-es cikkek, amelyek egyedi fényképekkel tarkítva lesznek még érdekesebbek. 2010 januárjától apró módosítást hajtottak végre a 2007-ben teljesen megújított címlapon (a képek mellé hangzatos címeket is illesztenek, a típus megjelölése mellé). 2011. januárban jelent meg először a magazinban az "Extra" rovat, amely az autókon túl technikai érdekességet, autós "arcokat" bemutatni hivatott.

## A magazinról…

### Rovatok
- Tartalom
- Tisztelt Olvasó! (főszerkesztői levél)

- Hírek + Hírek röviden + Hazai hírek
- Bemutató
- Teszt
- Tuning
- Poszter
- Extra
- Sport: Forma-1 és WRC (rali világbajnokság)

### Hangvétel
A Sport Auto magazin írásainak hangvétele a könnyed hangvételtől a szakmai megfogalmazásig terjed (akár egy cikken belül is). Ügyelnek rá, ezért írásaik sosem „szárazak”, minden esetben szórakoztatóak, informatívak, érdekfeszítőek; ezeken felül gazdagon illusztráltak jó minőségű fotókkal, ezáltal igen látványosak. Rendszeresen játékokkal is meglepik az olvasókat (2010 karácsonyára például három Ferrari-tesztvezetést sorsoltak ki a facebookos oldalukon!).

## Tervek
A magazin tervei között szerepel egy informatív, bőséges adatbázissal rendelkező internetes oldal felépítése és állandó működtetése a www.sportauto.hu cím alatt. Ami pedig a nyomtatott magazint illeti, továbbra is a folytonos, apránkénti, a struktúrához hozzászokott Olvasókat nem "igénybe vevő" megújulás a cél.